# Мидлпорт (Пенсилванија)
Мидлпорт (енгл. Middleport) град је у америчкој савезној држави Пенсилванија.

## Демографија
По попису из 2010. године број становника је 405, што је 53 (-11,6%) становника мање него 2000. године.
| Група             | 2000.       | 2010.       |
| Белци             | 456 (99,6%) | 400 (98,8%) |
| Афроамериканци    | 0 (0,0%)    | 4 (1,0%)    |
| Азијати           | 0 (0,0%)    | 0 (0,0%)    |
| Хиспаноамериканци | 1 (0,2%)    | 0 (0,0%)    |
| Укупно            | 458         | 405         |